# ویلیام مدوز
ویلیام مدوز (انگلیسی: William Medows; ۳۱ december ۱۷۳۸ – ۱۴ نوامبر ۱۸۱۳ (۷۴ ساله)) فرد نظامی اهل پادشاهی متحد بریتانیای کبیر و ایرلند بود. وی همچنین برندهٔ جوایزی همچون نشان حمام شده‌است.